# 艾莉西亞·維特
艾莉西亞·羅安娜·維特（英語：Alicia Roanne Witt，1975年8月21日—）是一位美國女演員與音樂人。她在童年時期首次成名，當時被大衛·林區發掘，出演了電影《沙丘魔堡》（1984年）與影集《雙峰》（1990年）。她在西比尔·谢泼德主演的情境喜劇《西比尔》（1995－1998年）中擔任常規角色，飾演主角的女兒柔伊·伍德拜因（Zoe Woodbine），演出四季。
她在電影《玩命青春》（1994年）中飾演一位問題少女，獲得好評；亦曾在《霍蘭先生的樂章》（1995年）中飾演音樂學生，並在恐怖片《下一个就是你》（1998年）中飾演受驚嚇的大學生。其後出演了《香草的天空》（2001年）、《律師女浩克》（2002年）、《終極假期》（2006年）、《88分鐘》（2007年）、《詐欺女王》（2020年）與《長腿》（2024年）等作品。
維特亦在多部電視劇中亮相，如《陰屍路》《黑道家族》《勝利之光》《雙峰第三季》《CSI犯罪現場：邁阿密》《邪惡力量》《鐵證懸案》與《勁爆女子監獄》等。
除了演戲之外，維特還是一位技藝精湛的鋼琴家、歌手與詞曲創作人。她曾主演九部每年播出的哈爾馬克頻道（Hallmark）聖誕電影，首部於2013年播出。她最近的一部Hallmark電影《聖誕樹街》（2020年）中，不僅擔任主演，還身兼執行製作人與故事創作者，並創作了兩首原創歌曲，劇中由她所飾角色演唱。